# Exactas
Exactas es el primer álbum en vivo como solista del músico argentino Luis Alberto Spinetta. Fue editado en 1990, por Del Cielito Records. El álbum contiene un extracto del show grabado en vivo en el pabellón 2 de la  Facultad de Ciencias Exactas y Naturales de la Universidad de Buenos Aires (UBA), el 30 y 31 de agosto de 1990.
Fue editado simultáneamente en dos formatos, cuyos contenidos difieren. La versión en LP de vinilo dura 41 minutos y 21 segundos, tiene nueve temas divididos en dos lados y «Pequeño ángel» está ubicado como cuarto tema del Lado a. La versión en CD agrega un tema, «El marcapiel», ubicado ahora como cuarto tema, pasando «Pequeño ángel» al anteúltimo track.
Spinetta (voz y guitarra) estuvo acompañado por una banda integrada por el Mono Fontana y Claudio Cardone en teclados, Guillermo Arrom en guitarra líder, Javier Malosetti en bajo y Marcelo Novati en batería. 
El concierto ofrece un clima muy íntimo y potente a la vez. Incluye el tema «Amor de primavera» de Tanguito y H. Pujó, un clásico del temprano "rock nacional" argentino. También registra una nueva versión en ritmo entre reggae y choro de «Parvas», un antiguo tema incluido en Almendra II, dos temas inéditos, «Frazada de cactus» y «Sicocisne», y una antológica versión de «La herida de París» (tema de Spinetta Jade), con un destacado solo de bajo a cargo de Javier Malosetti.
Quédó fuera de ambas ediciones de este concierto la versión del tema "Muchacha ojos de papel" que posteriormente fue incluido en el compilado "Elija y gane" de 1999

## Lista de temas
Todos los temas pertenecen a Luis Alberto Spinetta, excepto los indicados.
 LP 
- LADO A

1. «Que ves el cielo»
2. «Amor de primavera» (José Alberto 'Tanguito' Iglesias con letra de Hernán Pujó)[2]
3. «Parvas»
4. «Pequeño ángel»
5. «Frazada de cactus»

- LADO B

1. «Plegaria para un niño dormido»
2. «Sicosisne»
3. «La cereza del zar»
4. «La herida de París»

 CD 
1. «Que ves el cielo»
2. «Amor de primavera» (Tanguito)
3. «Parvas»
4. «El marcapiel» (Spinetta/R. Mouro)
5. «Frazada de cactus»
6. «Plegaria para un niño dormido»
7. «Sicosisne»
8. «La cereza del zar»
9. «Pequeño ángel»
10. «La herida de París»

## Músicos
- Luis Alberto Spinetta: Guitarra y voces
- Guillermo Arrom: Guitarra
- Juan Carlos "Mono" Fontana: Teclados
- Claudio Cardone: Teclados
- Javier Malosetti: Bajo
- Marcelo Novati: Batería